# La Croix-Blanche
La Croix-Blanche település Franciaországban, Lot-et-Garonne megyében. Lakosainak száma 1081 fő (2022. január 1.). La Croix-Blanche Castella, Foulayronnes, Bajamont, Laroque-Timbaut és Monbalen községekkel határos.

## Népesség
A település népességének változása:
| Lakosok száma | 379  | 635  | 714  | 803  | 889  | 973  | 1053 | 1078 | 1094 | 1081 |
|               | 1968 | 1982 | 1990 | 2006 | 2013 | 2015 | 2017 | 2019 | 2020 | 2022 |